# Reichenstraße 18 (Quedlinburg)

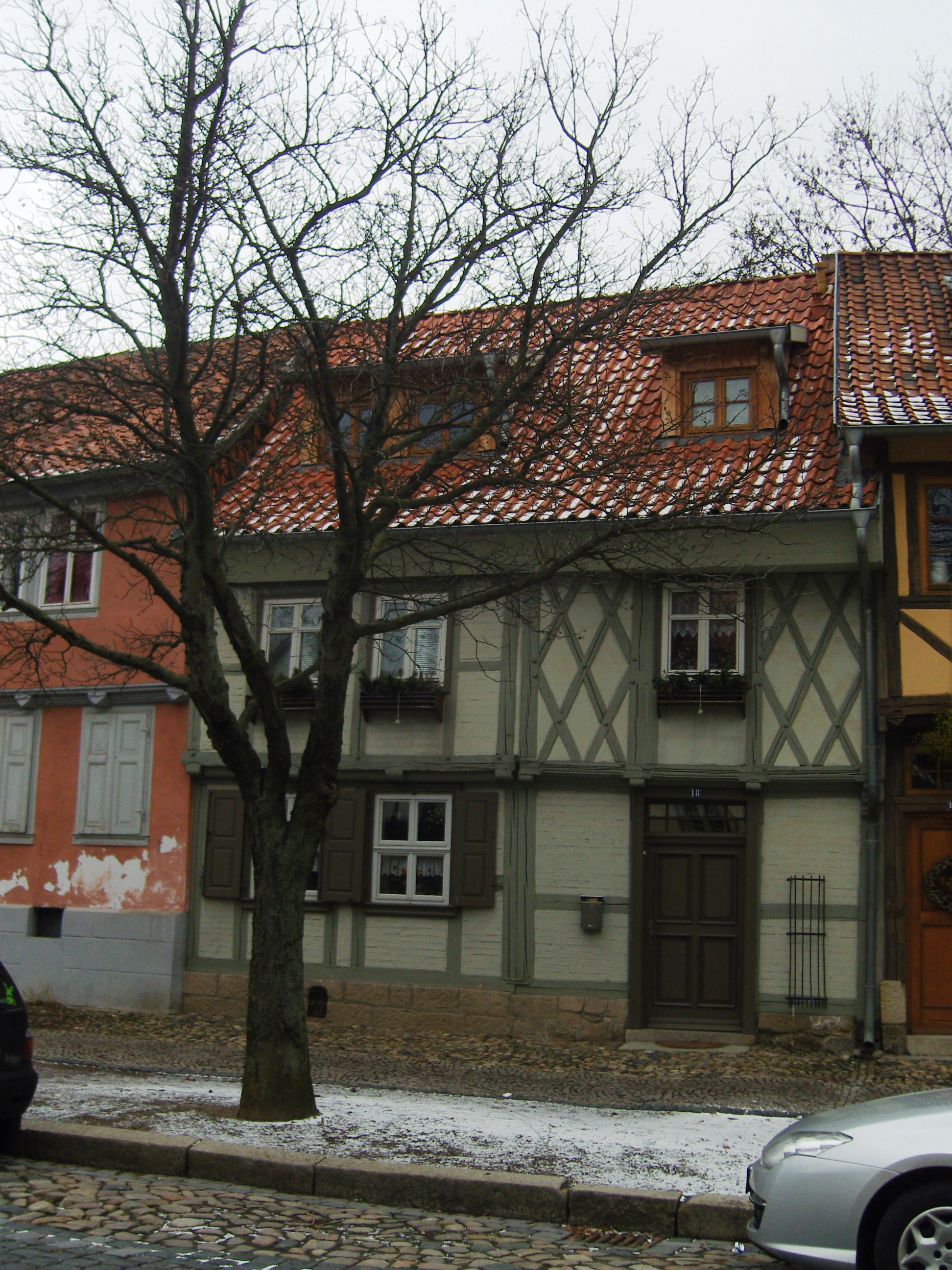
Haus Reichenstraße 18

Das Haus Reichenstraße 18 ist ein denkmalgeschütztes Gebäude in der Stadt Quedlinburg in Sachsen-Anhalt.

## Lage
Es befindet sich im nördlichen Teil der historischen Quedlinburger Neustadt und gehört zum UNESCO-Weltkulturerbe. Das Gebäude ist im Quedlinburger Denkmalverzeichnis als Wohnhaus eingetragen. Südlich grenzt das gleichfalls denkmalgeschützte Haus Reichenstraße 17 und nördlich das Haus Reichenstraße 19 an.

## Architektur und Geschichte
Das zweigeschossige Fachwerkhaus besteht aus zwei Gebäudeteilen. Die Nordhälfte des Hauses entstand bereits in der Zeit um 1680. Die Fachwerkfassade dieses Teils ist mit Rautenfachwerk versehen. Darüber hinaus bestehen breite stilisierte schiffskehlen. Der Südteil ist ebenfalls in Fachwerkbauweise gebaut, ist jedoch deutlich schlichter ausgeführt und stammt aus dem 18. Jahrhundert.